# マンモスフラワー
『マンモスフラワー』は、日本のロックバンド、フラワーカンパニーズの4枚目のスタジオ・アルバム。1998年4月22日、アンティノスレコードよりリリース。

## 概要
- オリジナルアルバムとしては前作より1年5ヶ月ぶりのアルバム。
- 初回のみスペシャルパッケージ仕様。
- 後述「マンモスフラワー+6」の発売に伴い現在は廃盤。

## 収録曲
特記以外全作詞：鈴木けいすけ　全編曲：フラワーカンパニーズ
1. ソウルサーフィン (2:33)
作曲：グレートマエカワ・鈴木けいすけ
2. トラッシュ (4:21)
作曲：フラワーカンパニーズ
3. モンキー (4:03)
作曲：グレートマエカワ・鈴木けいすけ
4. ファイティングポーズ (2:53)
作曲：竹安堅一・鈴木けいすけ
5. Mr.LOVE DOG (3:46)
作曲：フラワーカンパニーズ
6. 涙よりはやく走れ (4:40)
作曲：鈴木けいすけ
7thシングル曲。
7. 君のこと (3:41)
作曲：竹安堅一・鈴木けいすけ
8. 足跡 (4:28)
作曲：グレートマエカワ・鈴木けいすけ
9. ヒコーキ雲 (5:11)
作曲：竹安堅一・鈴木けいすけ
6thシングル曲。
10. ホップ ステップ ヤング (4:31)
作曲：フラワーカンパニーズ
8thシングル曲。本作の先行シングル。
11. NE-NA(2:27)
作曲：鈴木けいすけ
12. 虹の雨あがり (4:55)
作曲：鈴木けいすけ

## マンモスフラワー+6
4th album「マンモスフラワー」に、ボーナス・トラックとしてオリジナルアルバム未収録のシングル曲およびカップリング曲を収録した再発アルバム。全曲リマスタリング音源。

### 収録内容
全編曲：フラワーカンパニーズ
1～12：上記収録内容と同じ
- 13. 靴下 (5:11)

作詞：鈴木けいすけ　作曲：グレートマエカワ・鈴木けいすけ
4thシングル曲
- 14. どろぼう (3:34)

作詞：鈴木けいすけ　作曲：竹安堅一・鈴木けいすけ）
4thシングルのカップリング曲
- 15. 最高の夏 (4:04)

作詞：鈴木けいすけ　作曲：竹安堅一・鈴木けいすけ）
5thシングル曲
- 16. 買いものへ行こう (3:46)

作詞・作曲：鈴木けいすけ
5thシングルのカップリング曲
- 17. 遠くへ (4:48)

作詞・作曲：鈴木けいすけ
6thシングルのカップリング曲
- 18. さっぱり行進曲 (3:24)

作詞：鈴木けいすけ・グレートマエカワ　作曲：鈴木けいすけ
7thシングル曲